# Пасеменик
Пасеменик (лат. epididymis) је парни полни орган у систему мушких репродуктивних органа које поседују сви мушки сисари.

## Грађа пасеменика
У грађи пасеменика може се јасно распознати његова три главна дела:
- глава
- тело
- реп